# Pristina schmiederi
Pristina schmiederi är en ringmaskart som beskrevs av Chen 1944. Pristina schmiederi ingår i släktet Pristina och familjen glattmaskar. Inga underarter finns listade i Catalogue of Life.